# دوجلاس والتون
دوجلاس والتون هو ممثل كندي، ولد في 16 أكتوبر 1910 بتورونتو في كندا، وتوفي في 15 نوفمبر 1961 بنيويورك في الولايات المتحدة بسبب نوبة قلبية.

## أعمال

### أفلام
- (1931) دكتور جيكل والسيد هايد
- (1933) الموكب
- (1935) الملاك الداكن
- (1935) تمرد على السفينة باونتي
- (1939) الشمس لا تغيب
- (1940) الرسالة
- (1940) بيت الرحلة الطويلة
- (1945) صورة دوريان جراي[3]
- (1947) جرين دولفين ستريت

## وصلات خارجية
- دوجلاس والتون على موقع IMDb (الإنجليزية)
- دوجلاس والتون على موقع ألو سيني (الفرنسية)
- دوجلاس والتون على موقع تيرنر كلاسيك موفيز (الإنجليزية)
- دوجلاس والتون على موقع أول موفي (الإنجليزية)
- دوجلاس والتون على موقع قاعدة بيانات برودواي على الإنترنت (الإنجليزية)
- دوجلاس والتون على موقع قاعدة بيانات الأفلام السويدية (السويدية)
- دوجلاس والتون على موقع ديسكوغز (الإنجليزية)
- دوجلاس والتون على موقع قاعدة بيانات الفيلم (الإنجليزية)
- دوجلاس والتون على موقع كينوبويسك (الروسية)